# Santiago Urioste
Santiago Juan Urioste Folle (Montevideo, Uruguay, 8 de febrero de 1959) es un contador y político uruguayo, quien se desempeñó como subsecretario (viceministro) del Ministerio de Industria, Energía y Minería en 1994-1995.

## Primeros años
Nació en Montevideo el 8 de febrero de 1959.
Cursó estudios en la Facultad de Ciencias Económicas y de Administración de la Universidad de la República, donde se graduó como contador público.

## Ministerio de Industria, Energía y Minería

### Ayudante técnico
Ingresó a cumplir funciones en el entonces Ministerio de Industria y Energía, donde se desempeñó como ayudante técnico.

### Subdirector y director general de Secretaría
En marzo de 1992 el presidente Luis Alberto Lacalle y su nuevo ministro de Industria, Energía y Minería, Eduardo Ache, designaron a Urioste como Subdirector General de Secretaría de dicho ministerio.
En marzo de 1994 fue nombrado director general de Secretaría del mismo (tercer puesto en jerarquía en los ministerios en Uruguay tras el ministro y el subsecretario).

### Subsecretario
En mayo de ese mismo año, el presidente Lacalle y su nuevo ministro, Miguel Ángel Galán, designaron a Urioste como nuevo subsecretario de dicha cartera, sucediendo a Gustavo Cersósimo. 
Permaneció en dicho cargo durante casi diez meses, hasta la finalización del período presidencial de Lacalle. 
Al asumir Julio María Sanguinetti su segundo mandato en marzo de 1995, Galán y Urioste fueron sucedidos como ministro y subsecretario del MIEM por Federico Slinger y Julio Herrera Oneto respectivamente.

## Actividades posteriores
En 2001 se convirtió en accionista de una sociedad permisionaria de servicio de televisión por cable de la ciudad de Paysandú,de la que se desvinculó en 2003.
Entre 2004 y 2008 se desempeñó como gerente comercial de Dedicado Telecomunicaciones 
Posteriormente ha ejercido su profesión como contador en forma independiente y ha sido director de la empresa South Oriental Trading Company Ltd.
Es afiliado de la Asociación Uruguaya de Ganaderos del Pastizal (AUGAP) y miembro suplente de su Mesa Directiva.

## Vida personal
Es hijo de Carlos Enrique Urioste Piñeyro (1919-1995) y de María Helena Folle Martínez (1926-2009),quienes se casaran en 1953.
Contrajo matrimonio en 1988 con María Mercedes Vidal Rodríguez,con quien tuvo dos hijos, Felipe Juan (1991) y Andrés Enrique (1995) Urioste Vidal.
Tras divorciarse, en 2001 se casó en segundas nupcias con Natalia Marchese Marín,con quien tuvo una hija, Manuela Urioste Marchese (2002).
Nuevamente divorciado, contrajo un tercer matrimonio en 2011 con su prima segunda María Magdalena Urioste Young,con quien administra el establecimiento rural Valle Sol en la zona de Aiguá, departamento de Maldonado.